# Осинцево (Чановский район)
Осинцево — деревня в Чановском районе Новосибирской области. Входит в состав Старокарачинского сельсовета.

## География
Площадь деревни — 66 гектаров.

## Население
| 2002 | 2007 | 2010 |
| ---- | ---- | ---- |
| 628  | ↗667 | ↘451 |

## Инфраструктура
В деревне по данным на 2007 год функционируют 1 учреждение здравоохранения и 2 учреждения образования.